# CargoNet

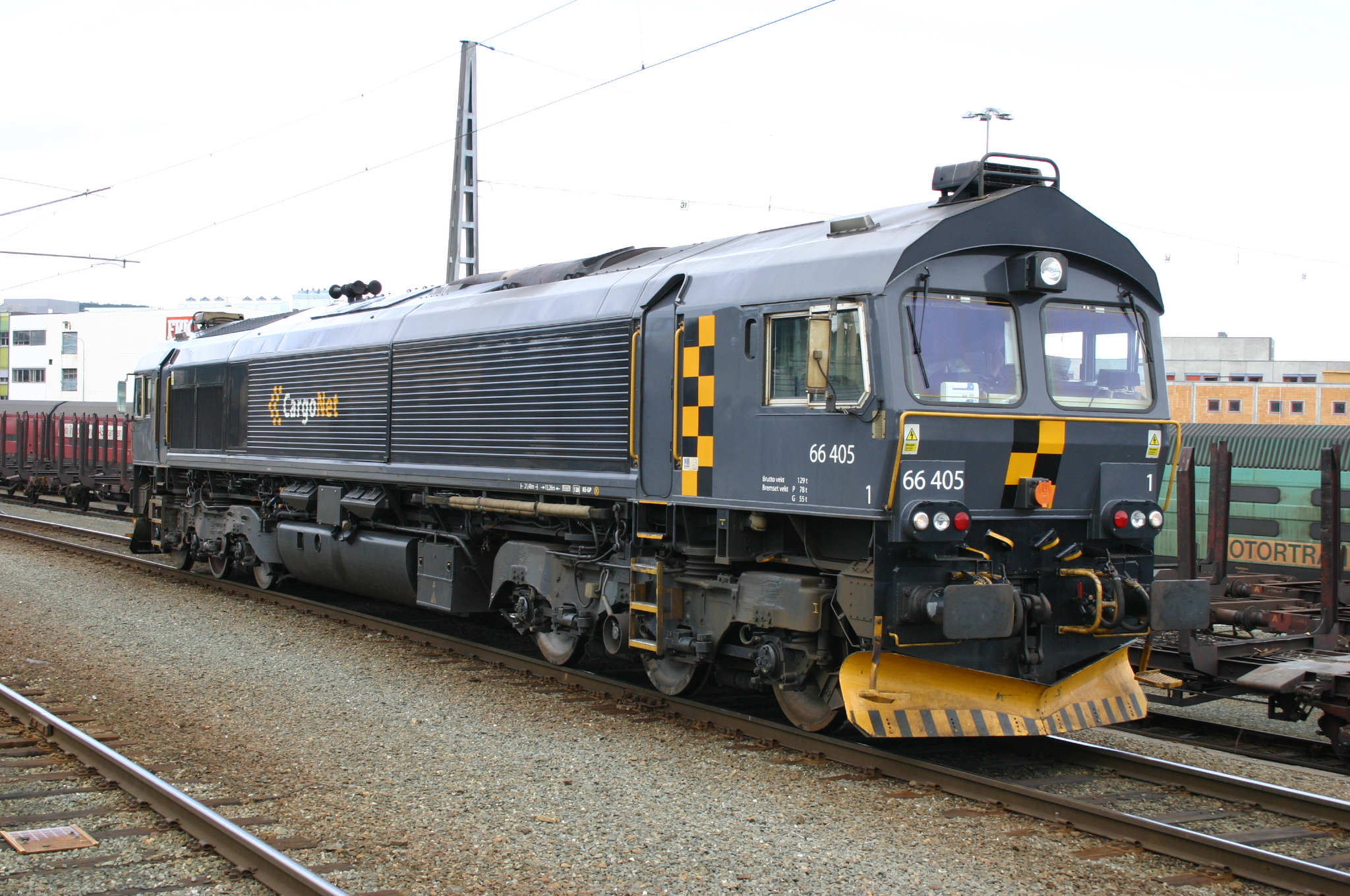
Lokomotiva Di66.405 společnosti CargoNet

CargoNet AS (VKM: CN) je největší norský dopravce provozující nákladní železniční dopravu na státní síti provozovatele dráhy Jernbaneverket.
Společnost vznikla vyčleněním nákladní divize NSB Gods z norských státních železnic Norges Statsbaner (NSB). Pod současným názvem CargoNet firma působí od roku 2002. Společnost je vlastněna NSB (podíl 55 %) a švédským dopravcem Green Cargo (45 %).

## Lokomotivy
Pro vozbu vlaků na elektrizovaných tratích využívá CargoNet elektrické lokomotivy řad El.14 a El.16, na neelektrizovaných pak dieselové lokomotivy řady CD66 (najaté od britské leasingové společnosti HSBC Rail) a Di.8.
Tyto lokomotivy pak doplňují malé dieselové stroje určené pro posun. Jedná se o řady Skd220c, Skd224, Skd225 a Skd226.